# Canato de Ganja

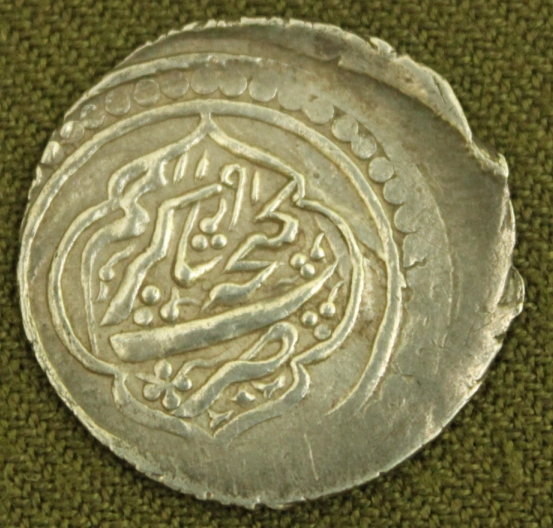
Moeda do Canato de Ganja.

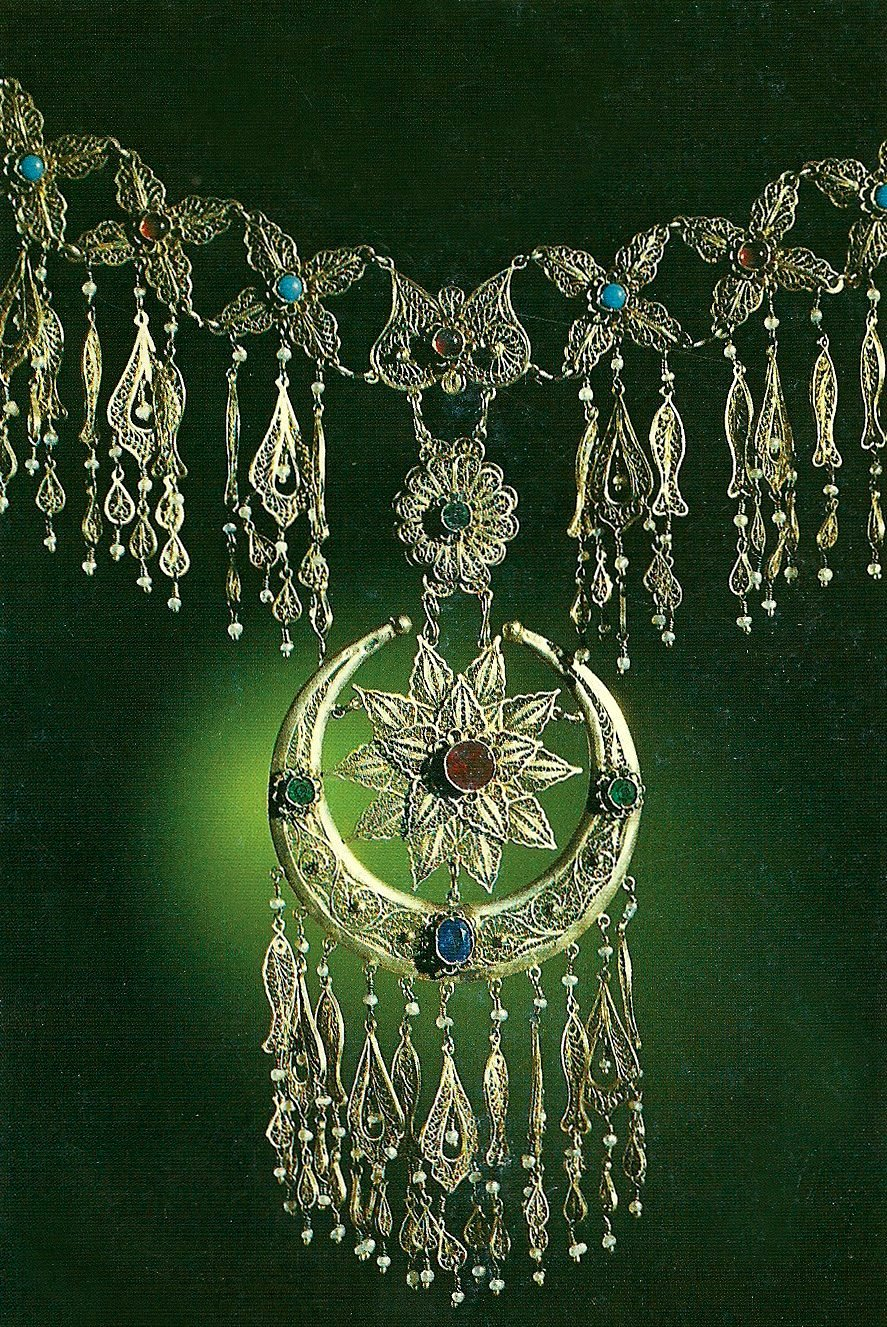
Jóia de ouro do Canato de Ganja.

O Canato de Ganja (em persa: خانات گنجه — Khānāt-e Ganjeh, em azeri:  Gəncə xanlığı, Ҝәнҹә ханлығы, گنجه خنليغى) foi um canato semi-independente que foi estabelecido na Pérsia afexárida e ocupou o território do que actualmente é o Azerbaijão entre 1747 e 1805. O canato foi governado pela dinastia dos Ziadoglus (Ziadecanove) de origem Cajar como governadores baixo os safávidas e o Nader Xá. Xavardi Sultão Ziadoglu Cajar tornou-se o cã de Ganja em 1554.

## História política
No final do século XVIII, o Canato de Ganja era um dos lugares mais prósperos economicamente do Cáucaso, beneficiando-se da localização estratégica da sua capital nas estradas regionais. Por este motivo, dois vizinhos politicamente mais fortes, o Reino da Geórgia e o Canato do Carabaque, interferiram na independência de Ganja.
Nessa altura, uma nova e forte autoridade central fora estabelecida no Irão por Maomé Cã Cajar. Os habitantes do canato receberam positivamente o novo governante persa; não apenas na esperança de receber protecção, mas também para recuperar à custa da Geórgia as perdas sofridas na década de 1780.
Em 1795, Javade Cã de Ganja aderiu à expedição persa contra a Geórgia.

## Conquista russa
Durante a primeira Guerra russo-persa (1804–1813) Ganja foi considerada pelos russos, os quais tinham antes apoiado a pretensão georgiana sobre o canato, como uma vila de extrema importância. O general Pavel Tsitsianov inquiriu a Javade Cã pedindo-lhe para submeter-se ao domínio russo, mas sempre foi rechaçado. A 20 de Novembro de 1803, a armada russa moveu-se de Tiflis e em Dezembro, Tsitsianov começou a preparar os preparativos do cerco.  Depois dum bombardeamento de artilharia pesada, a 3 de Janeiro de 1804 às cinco horas da madrugada, Tsitsianov deu a ordem de atacar a fortaleza. Depois duma dura luta, os russos conseguiram capturar a fortaleza. Javade Cã foi morto, juntamente com os seus filhos. 
Ganja foi renomeada Elisabethpol em honra da mulher de Alexandre Elisabete.

## Lista dos cãs
| Cã              | Reinado               | Comentário |
| --------------- | --------------------- | --- |
| Xavardi Cã      | 1747 - 1761           | Membro da rama Ziadoglu da Dinastia Cajar.                                                                              |
| Maomé Haçane Cã | 1761 - 1781           | Filho de Xavardi Cã. Chegou ao poder com ajuda georgiana.                                                               |
| Ibraim Calil Cã | 1781 - 1784           | Cã do Carabaque. |
| Haji Begue      | 1784 - 1786           | Familiar de Xavardi Cã e de Maomé Haçane Cã. Revoltou-se contra os georgianos.                                          |
| Raim Cã         | 1786                  | Filho de Xavardi Cã e irmão de Maomé Haçane Cã.                                                                         |
| Javade Cã       | 1786 - 3 January 1804 | Filho de Xavardi Cã e irmão de Maomé Haçane Cã e Raim Cã. Chegou ao poder depois do seu irmão Raim ter sido destronado. |